# Сант-Урбано-алла-Каффарелла
Сант-Урбано-алла-Каффарелла (итал. Chiesa di Sant'Urbano alla Caffarella) — церковь в Риме, в районе Ардеатино, на Виа Аппиа Пиньятелли, в юго-восточной части города, на окраине парка Каффарелла.

## История

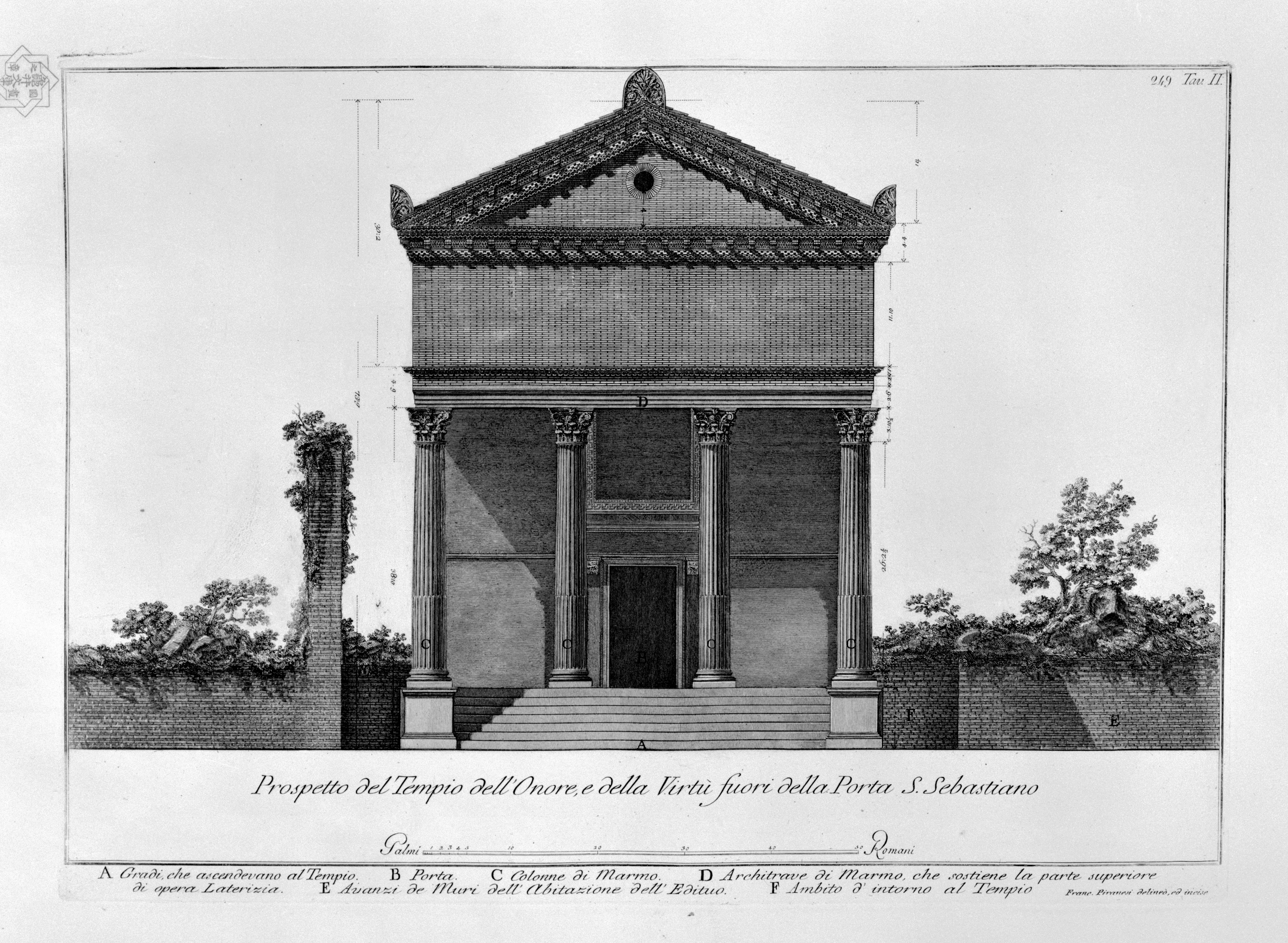
Вид Храма Чести и Добродетели за воротами Сан-Себастьяно. Офорт Ф. Пиранези по рисунку Дж. Б. Пиранези. 1780

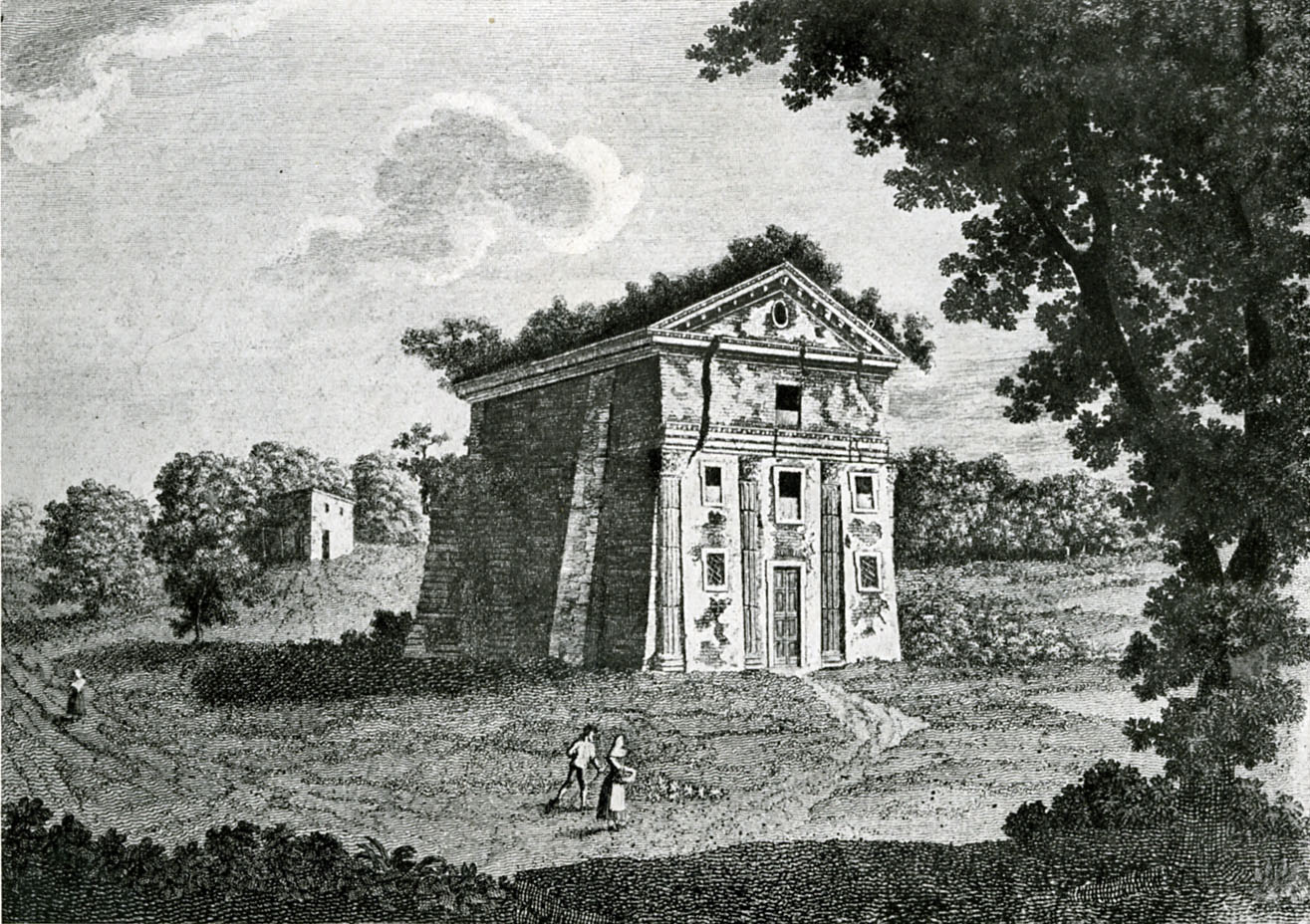
Церковь Сант-Урбано в XVIII в.

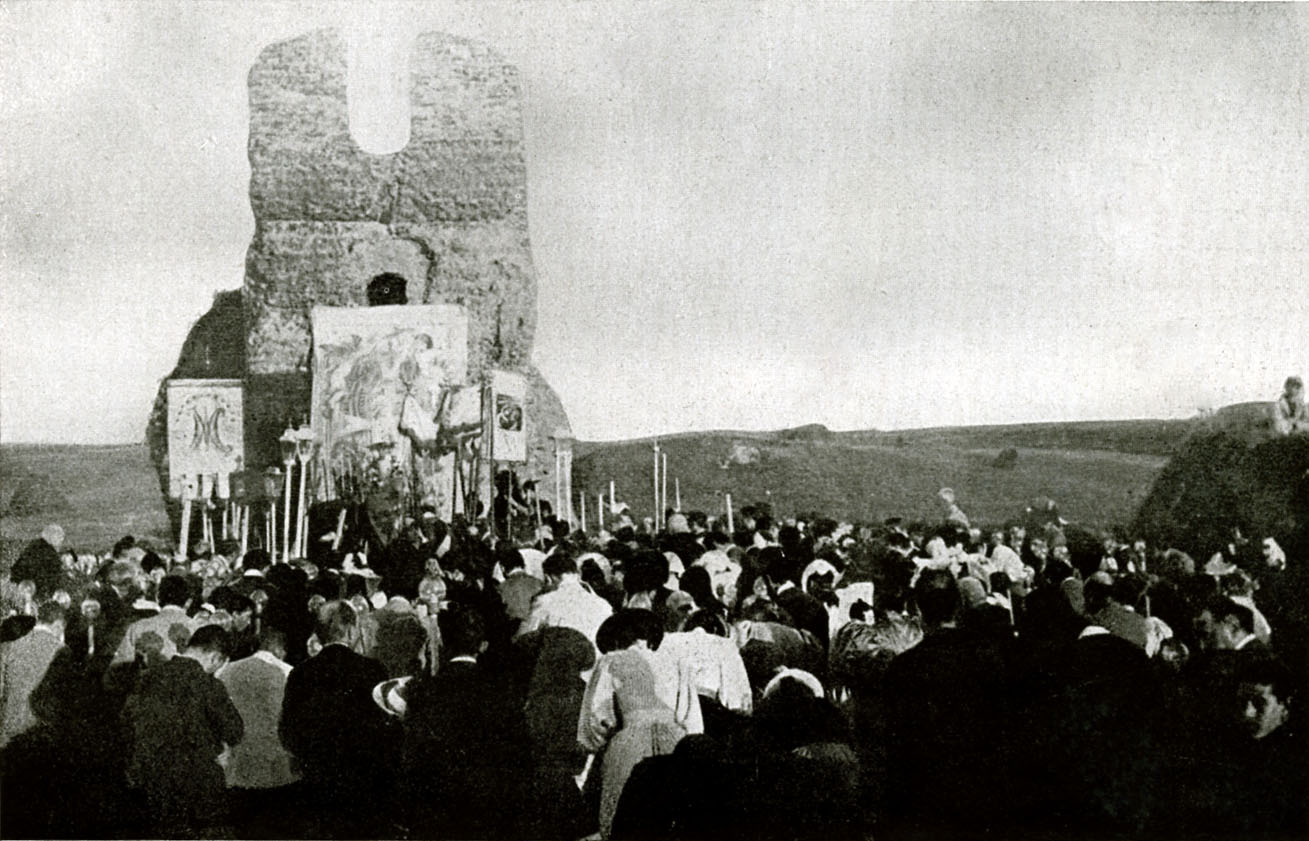
Повторное освящение церкви 25 мая 1894 г.

Церковь Сант-Урбано-алла-Каффарелла находится на окраине парка. Первоначальная постройка на этом месте была древнеримским святилищем или, возможно, гробницей примерно 160 года нашей эры. Считается, что постройка была посвящена Церере, богине урожая и плодородия, и Фаустине Старшей, жене императора Антонина Пия, хотя историк Помпилио Тотти считал, что храм был посвящен Бахусу. Участок расположен на земле, которая ранее принадлежала римскому сенатору греческого происхождения Героду Аттику и его жене Аспасии Аннии Регилле. Считается, что храм также был посвящен ей её мужем после её смерти от руки одного из его вольноотпущенников.
В VI веке Церковь была посвящена святому Урбану, епископу и мученику (его следует отличать от одноимённого папы, который также умер мученической смертью в 230 году).
В X веке строение было изменено, а в XVII веке значительно перестроено. Внутренние фрески появились в XII веке. Заброшенная церковь была восстановлена по указанию папы Урбана VIII (в миру Маффео Барберини) его племянником, кардиналом Франческо Барберини. Работы начались в 1634 году.
В 1627 году в церкви был похоронен Франческо Мария дель Монте, епископ, кардинал и дипломат при Святом Престоле в Ватикане, известный коллекционер произведений искусства и меценат.
После длительного периода заброшенности, из-за интереса семьи Барберини и дона Джузеппе Качоли, 25 мая 1894 года, в годовщину памяти Святого Урбана произошло повторное освящение церкви. Тем не менее церковь была окончательно заброшена в XIX веке. В 1962 году присоединена к соседней частной собственности (в результате чего стала менее доступной), а смотритель превратил древний пронаос в свой частный дом.
В 2002 году здание было приобретено муниципалитетом Рима и ныне находится в ведении Римской епархии, которая вновь открыла храм для богослужений в 2005 году в качестве приходской церкви прихода Сан-Себастьяно-фуори-ле-Мура.

## Архитектура
Церковь представляет собой одно из лучших произведений древнеримской архитектуры, сохранившихся на протяжении веков благодаря её превращению в место христианского поклонения; тем не менее тот факт, что она находится за стенами Аврелиана, допускал её постепенное разграбление.
Древнеримские части сооружения, сложенные из кирпича, прекрасно сохранились, как и фрески XII века. Кардинал Франческо Барберини, из-за угрозы обрушения в 1634 году распорядился построить новые боковые стены, поддерживающие пронаос и четыре каннелированных колонны коринфского ордера с архитравом из пентелийского мрамора. Старые входные ступени стереобата ныне скрыты под землёй.
Внутри боковые стены главного зала прямоугольной формы разделены на три горизонтальных регистра, отделенных от свода лепным фризом с изображением оружия, доспехов и щитов.
В средней полосе находится цикл фресок, относящихся к XII веку, но частично обновлённых во время перестройки 1634 года. На них изображены тридцать четыре картины с историями Иисуса, Святого Урбана, Святой Чечилии и других святых. В основании изображения Распятия стоит подпись автора цикла и дата: «Fratel Bonizzo 1011».
Зал перекрыт цилиндрическим сводом; из всей лепнины, украшавшей его поверхность, сохранилась центральная панель, на которой изображен апофеоз Анны Региллы.
Небольшая лестница позволяет попасть в крипту, построенную в средние века для хранения святых мощей. В нише находятся остатки фрески с изображением Мадонны с Младенцем между святыми Иоанном и Урбаном, датируемой до 1000 года.

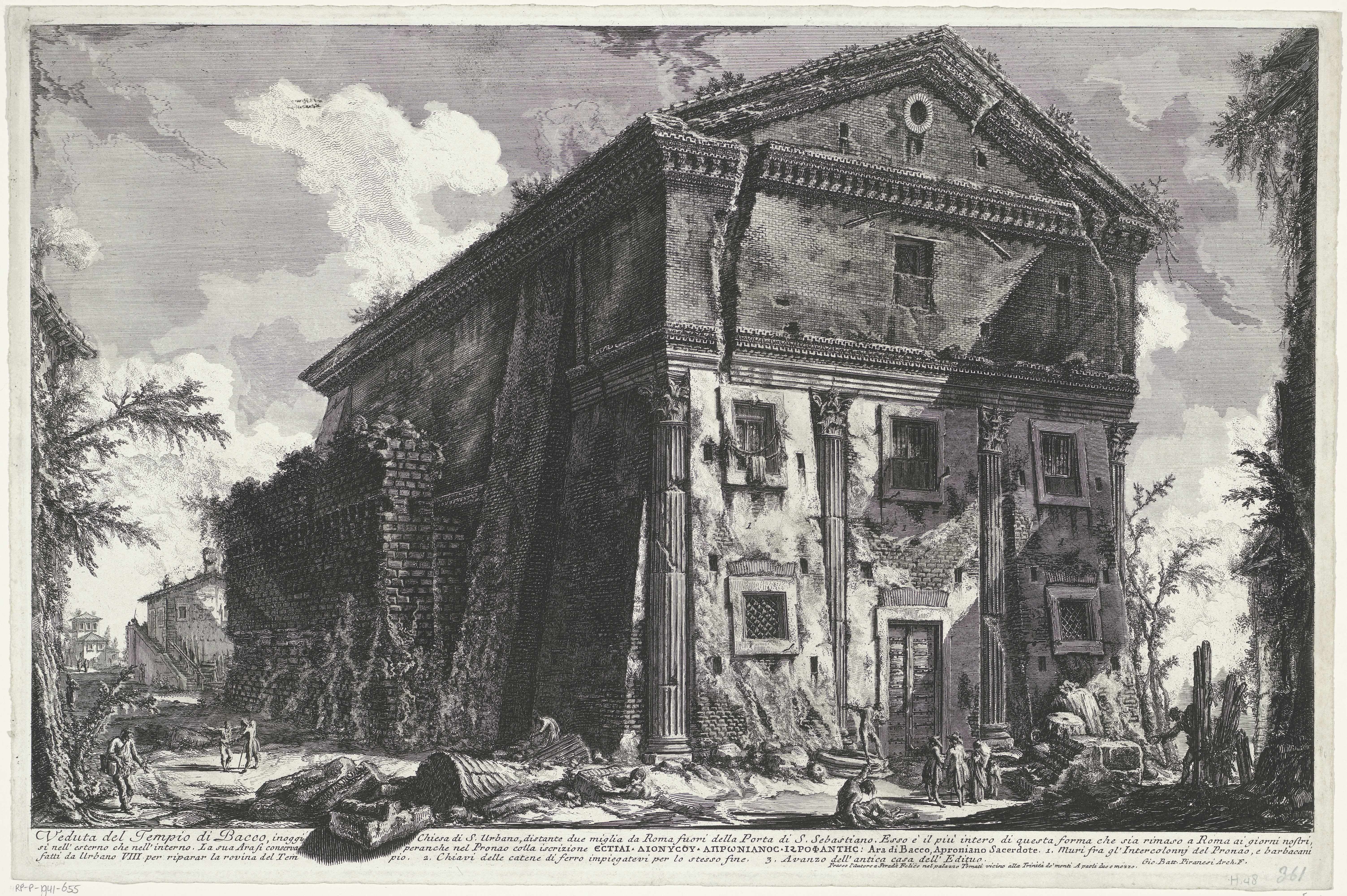
Дж. Б. Пиранези. Церковь Сант-Урбано в Риме (Вид на храм Вакха). Офорт из серии «Виды Рима». 1748—1778
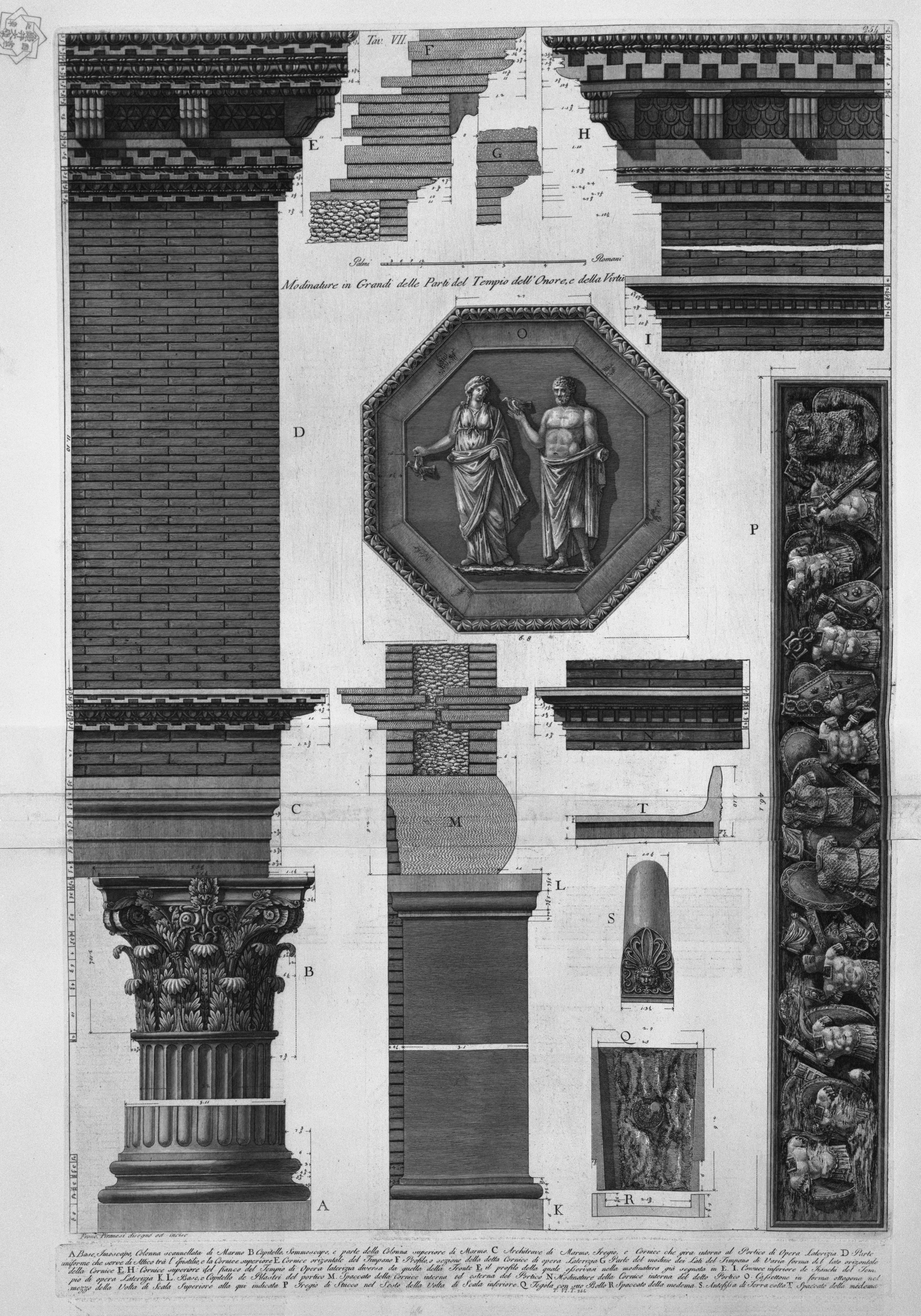
Обмеры моденатуры церкви. Офорт Ф. Пиранези. 1780
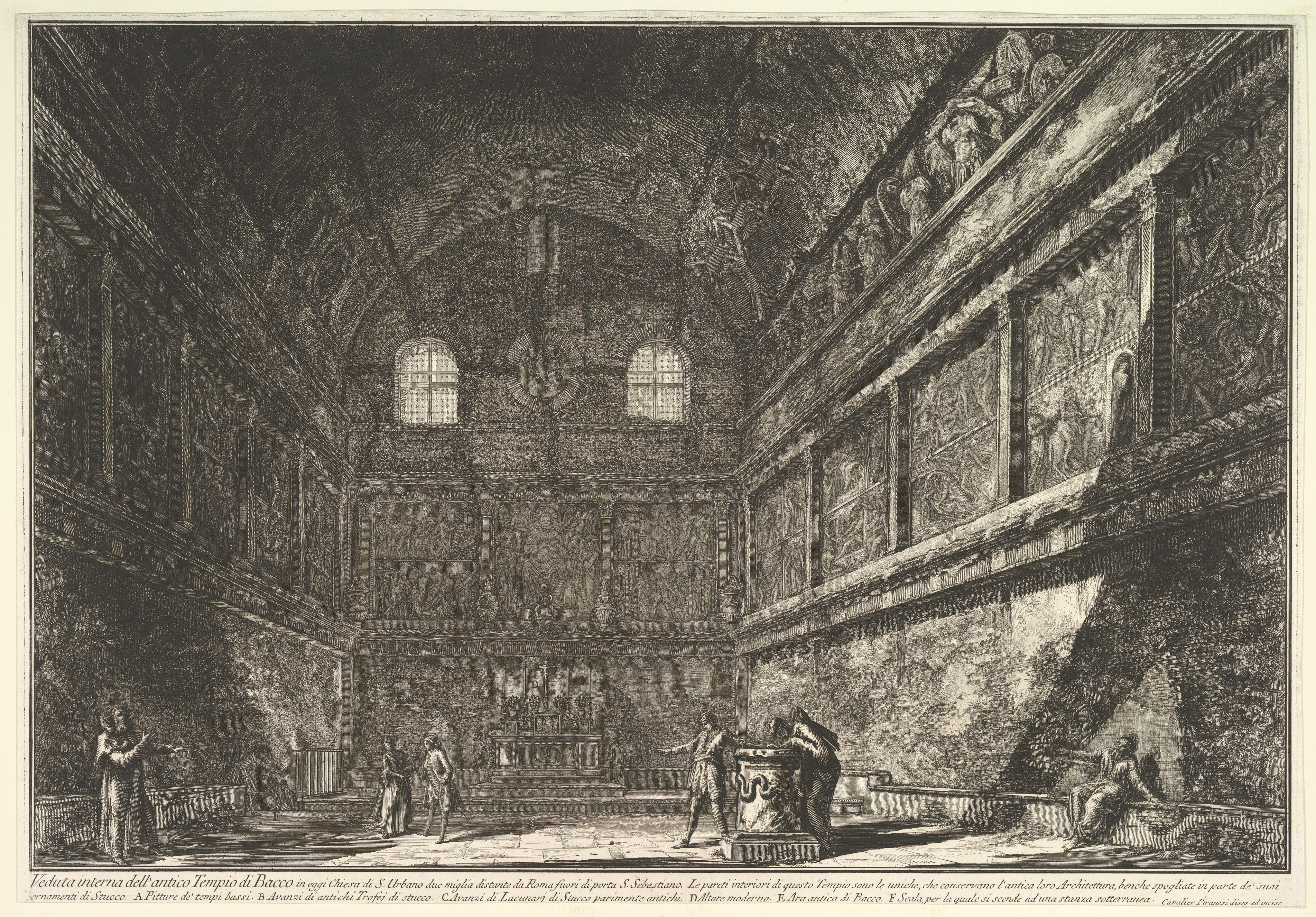
Дж. Б. Пиранези. Внутренний вид церкви Сант-Урбано (храма Вакха) в Риме. Ок. 1767. Офорт
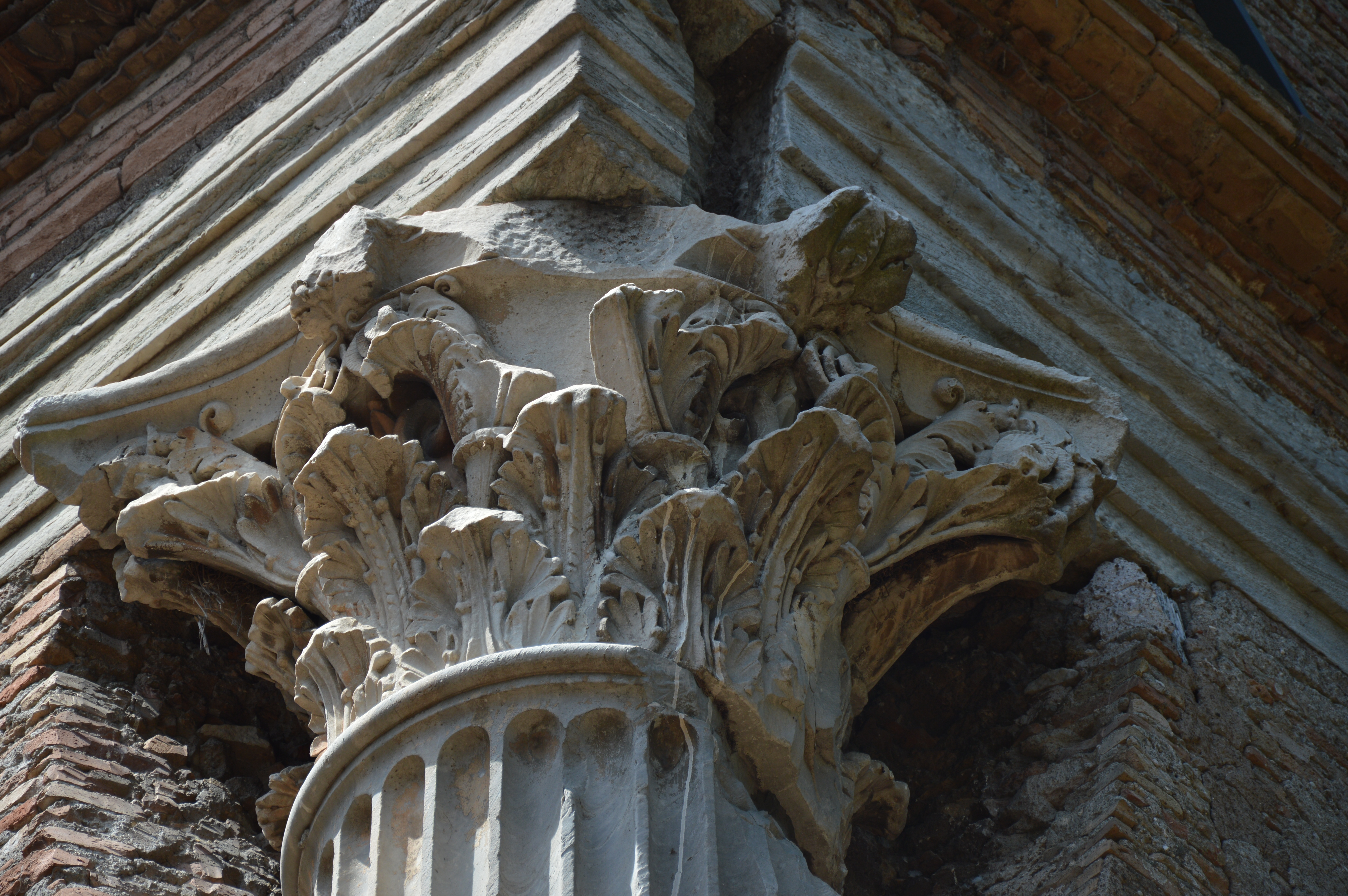
Угловая капитель
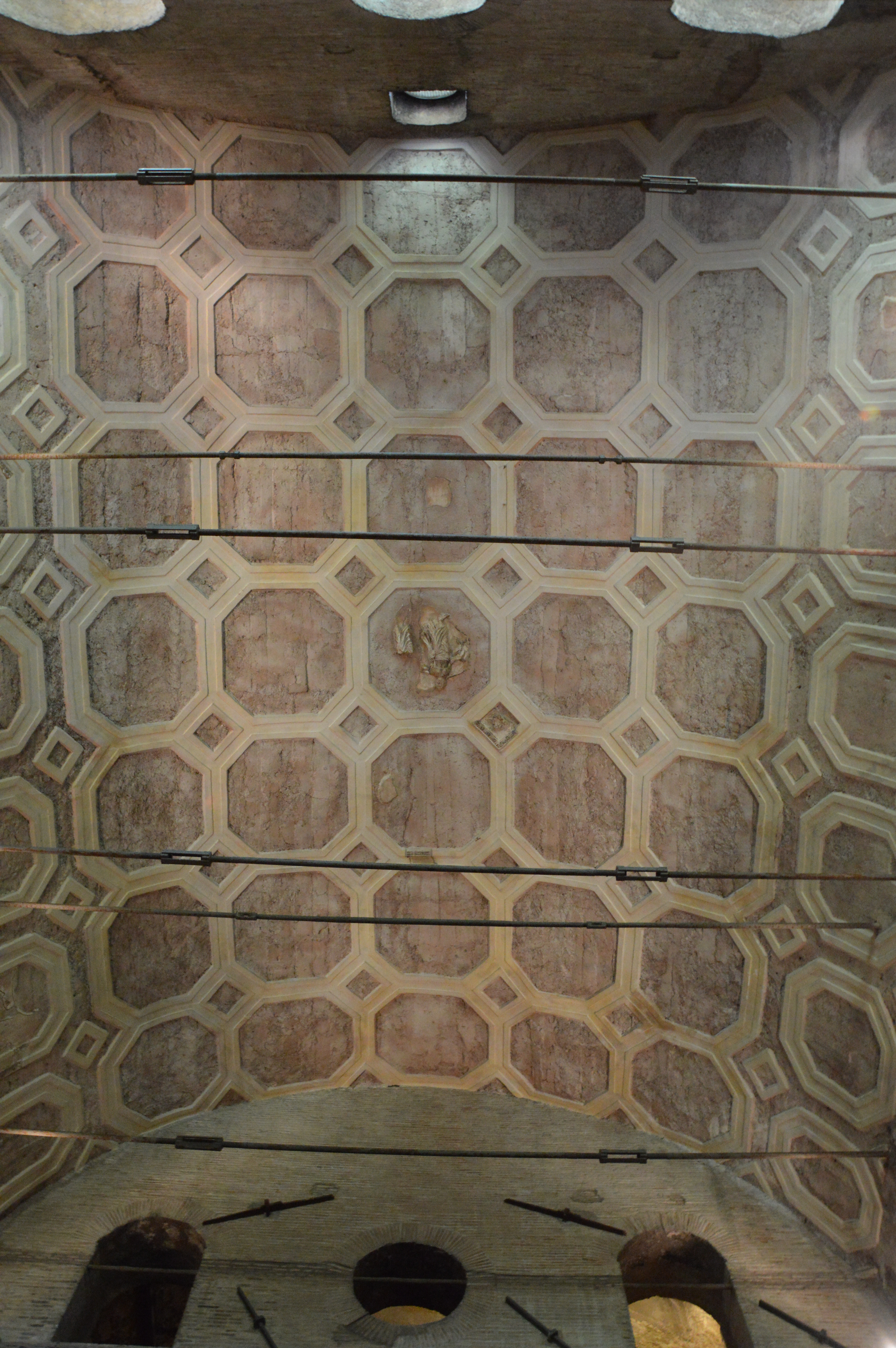
Свод церкви
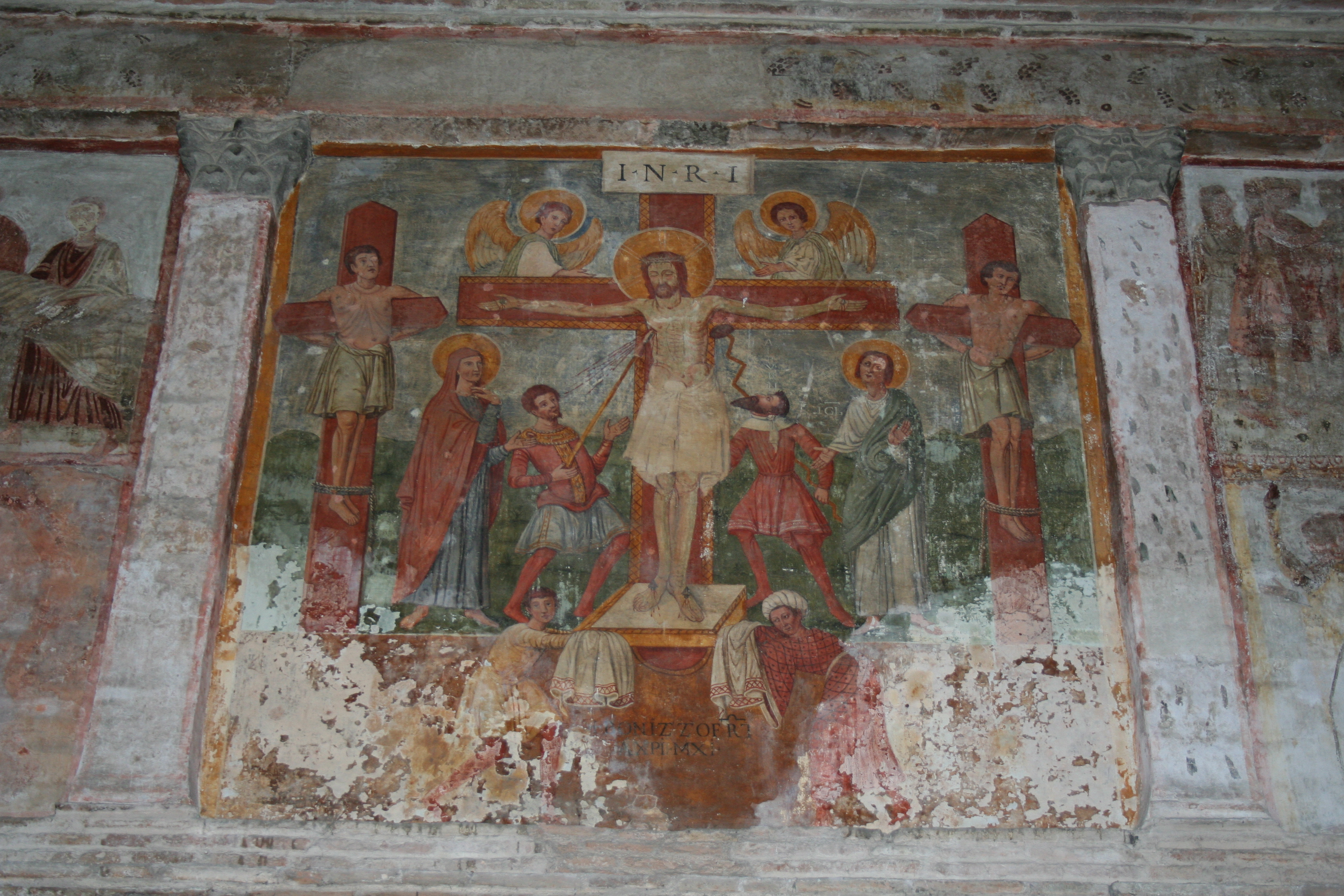
Распятие. Фреска. 1011